# Paulo Speller

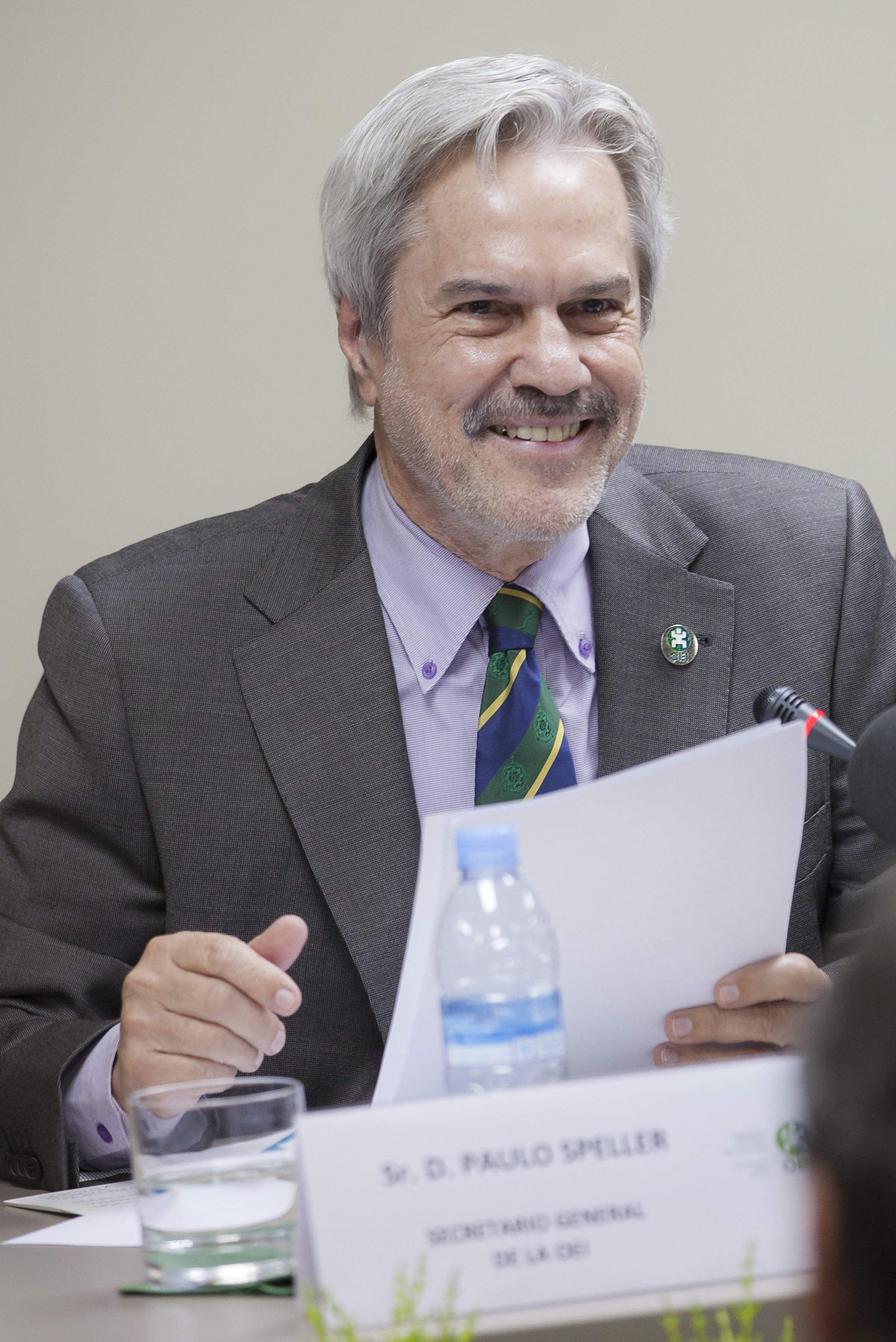
Paulo Speller

Paulo Speller (João Monlevade, Minas Gerais, Brasil), es un académico brasileño. Fue elegido como Secretario General de la Organización de Estados Iberoamericanos para la Educación, la Ciencia y la Cultura (OEI) para el periodo 2015-2018 durante la XII Asamblea General de OEI celebrada en México en agosto de 2014 iniciando su mandato el 1 de enero de 2015.
Hasta ese momento, fue Secretario de Educación Superior del Ministerio de Educación de Brasil. Tiene experiencia en el área de Educación y Ciencias Políticas, con énfasis en Estado y Gobierno, actuando principalmente con los siguientes temas: educación, políticas públicas, política educativa y bases de la educación.

## Vida académica
Graduado en Psicología por la Universidad Veracruzana, en el año 1972, terminó su maestría en Psicología por la Universidad Nacional Autónoma de México en 1976 y en 1988 se doctoró en Gobierno por la Universidad de Essex, una de las universidades británicas mejor reconocidas por su enseñanza e investigación.
Profesor con dedicación exclusiva en el Departamento de Teoría y Fundamentos de la Educación del Instituto de Educación de la Universidad Federal de Mato Grosso, en Brasil (1980) de la que fue elegido Rector en el año 2000 y de la que fue máximo mandatario hasta octubre de 2008.
Durante su etapa como Rector en la Universidad Federal de Mato Grosso presidió la Associação Nacional dos Dirigentes das Instituições Federais de Ensino Superior (ANDIFES; Asociación Nacional de Dirigentes de Instituciones Federales de Educación Superior) desde 2006 a 2007.
En el año 2010 Speller fue el primer rector de la Universidade da Integração Internacional da Lusofonia Afro-Brasileira  (UNILAB; Universidad Internacional de Integración de Lusofonia Afro-Brasilera) después de ostentar la presidencia del comité de implantación de esta institución (2008-2010).

## Resposabilidades políticas
Además, ha ocupado las siguientes responsabilidades políticas de ámbito nacional e internacional:
- Consejero de las Naciones Unidas para la Educación, la Ciencia y la Cultura (UNESCO)[10] del comité asesor para la celebración de la Conferencia Mundial sobre Educación Superior (CMES) - Edición 2009.
- Miembro del Consejo de Desarrollo Económico y Social - CDES / Presidencia de la República, representante de la sociedad civil (2008 -2014).
- Miembro de la Cámara Nacional de Educación (CNE) de 2008-2012 y Presidente en la Junta de Educación Superior del mismo organismo (2010-2012).